# Sechele
Sechele est une ville du Botswana.